# Antoine Vollon
Antoine Vollon (Lyon, 1833 - Paris, 1900) foi um pintor francês do realismo.
Era filho de um decorador, e iniciou seus estudos em arte através da gravura, ensaiando também, autodidaticamente, a pintura. Depois estudou na Escola de Belas Artes de Lyons entre 1850 e 1853, aluno de Jehan Georges Vibert, e trabalhou como decorador. Em 1859 se mudou para Paris a fim de se tornar pintor. Encontrou Théodule Ribot, sob cuja influência pintou naturezas-mortas, também impressionado com a obra dos holandeses do século XVII. Ficou amigo de Alexandre Dumas, Carpeaux, Daumier e Daubigny. De 1863 em diante mostrou suas obras no Salão de Paris, e recebeu um Grande Prêmio na Exposição Internacional de 1900.

## Legado
A galeria de arte Wildenstein mostrou mais de 70 obras de Vollon em Manhattan em 2004. O jornal The New York Times escreveu em uma crítica: "Ele é, talvez, o maior pintor que vive." 
Seu filho Alexis Vollon (1865-1945) tornou-se um pintor.
Duas ruas na França foram nomeadas para ele: Rue Antoine Vollon em Bessancourt e em Paris, enquanto uma intersecção com uma fonte em Lyon é chamada Place Antoine Vollon.

## Galeria

Selecção de pinturas
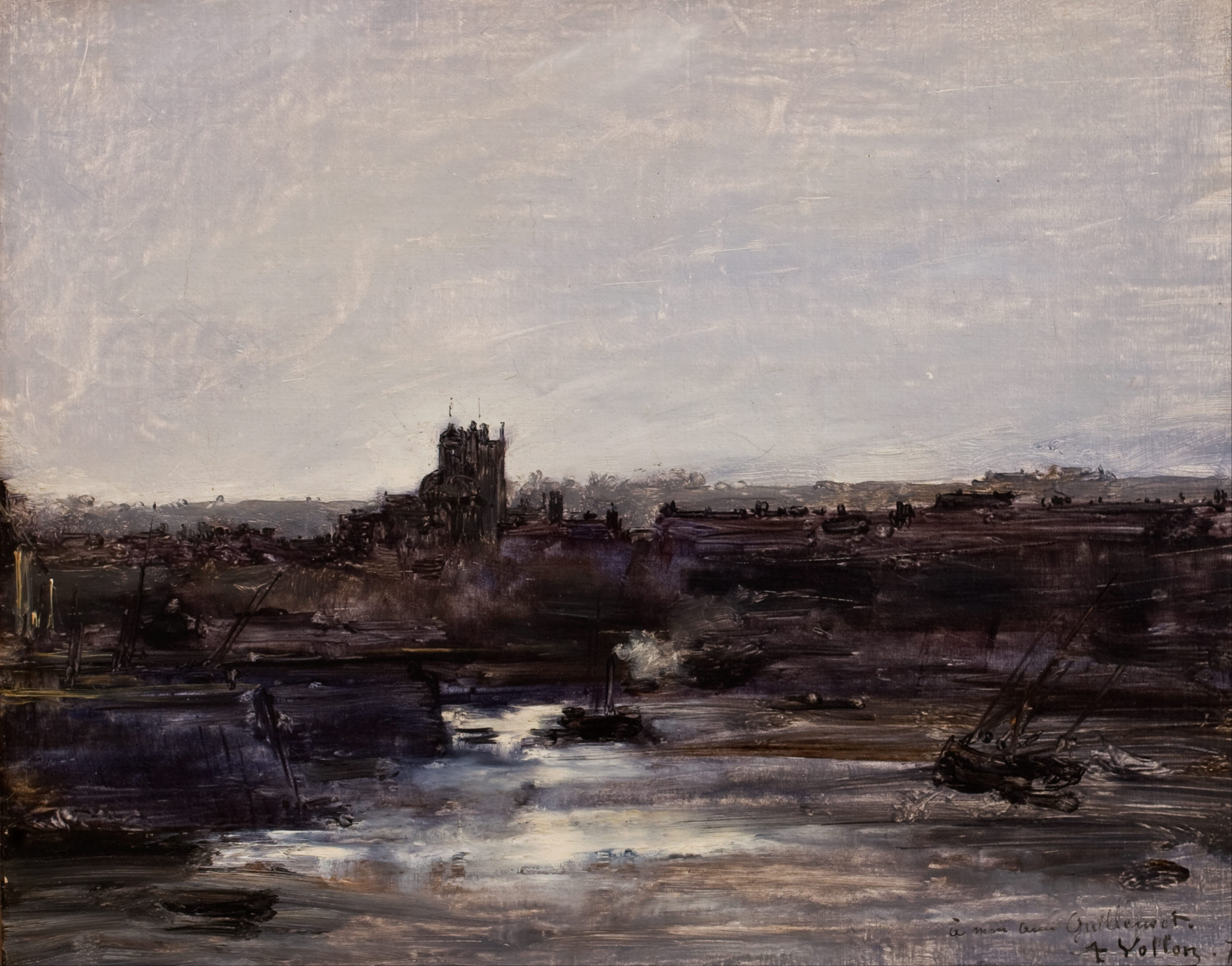
Dieppe (1873)
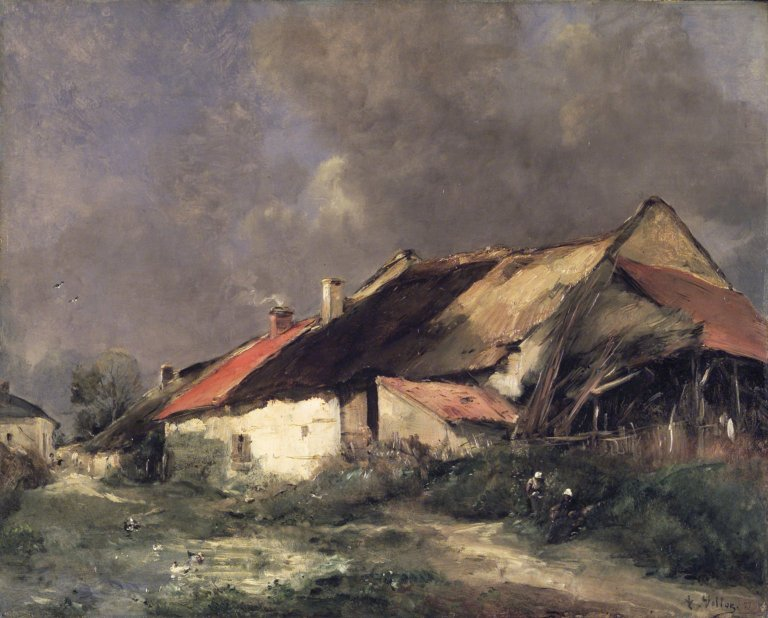
Femme du Pollet à Dieppe (c. 1877)
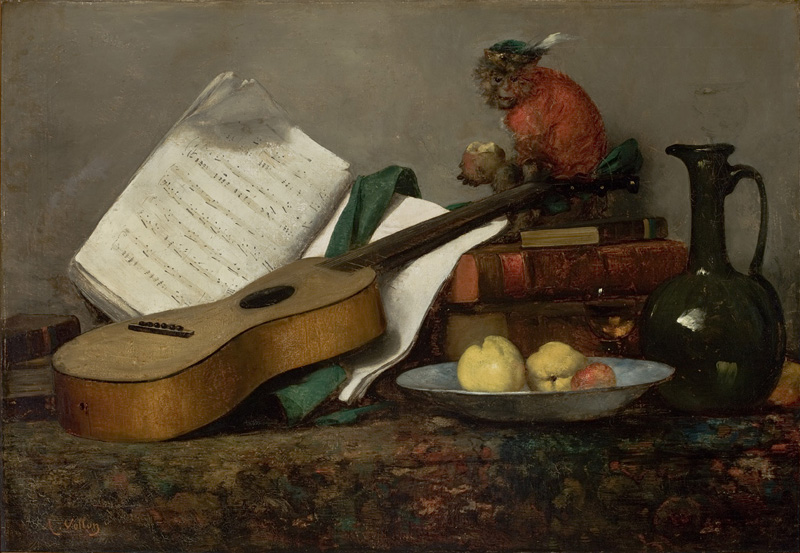
Natureza-morta com macaco e viola
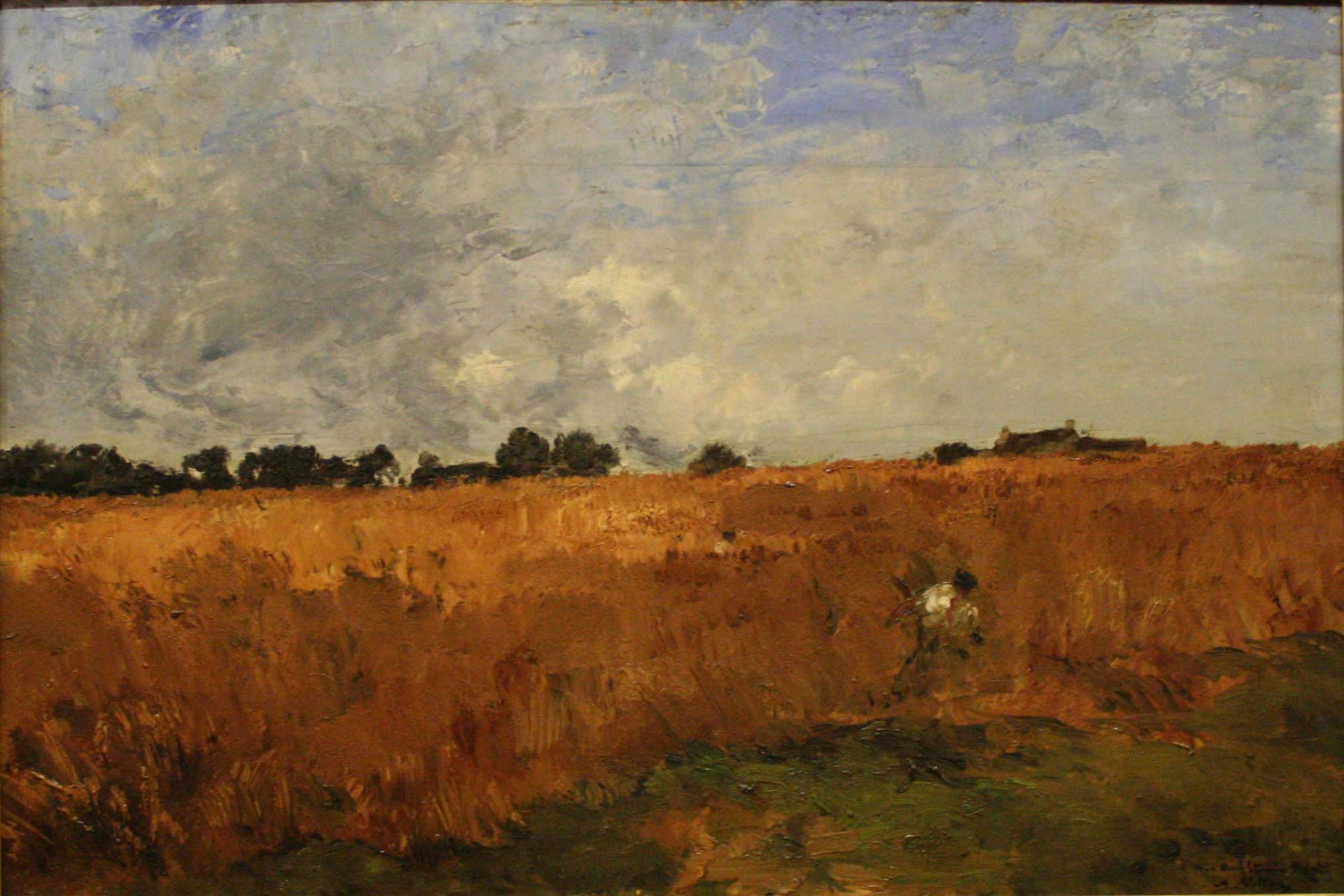
A colheita
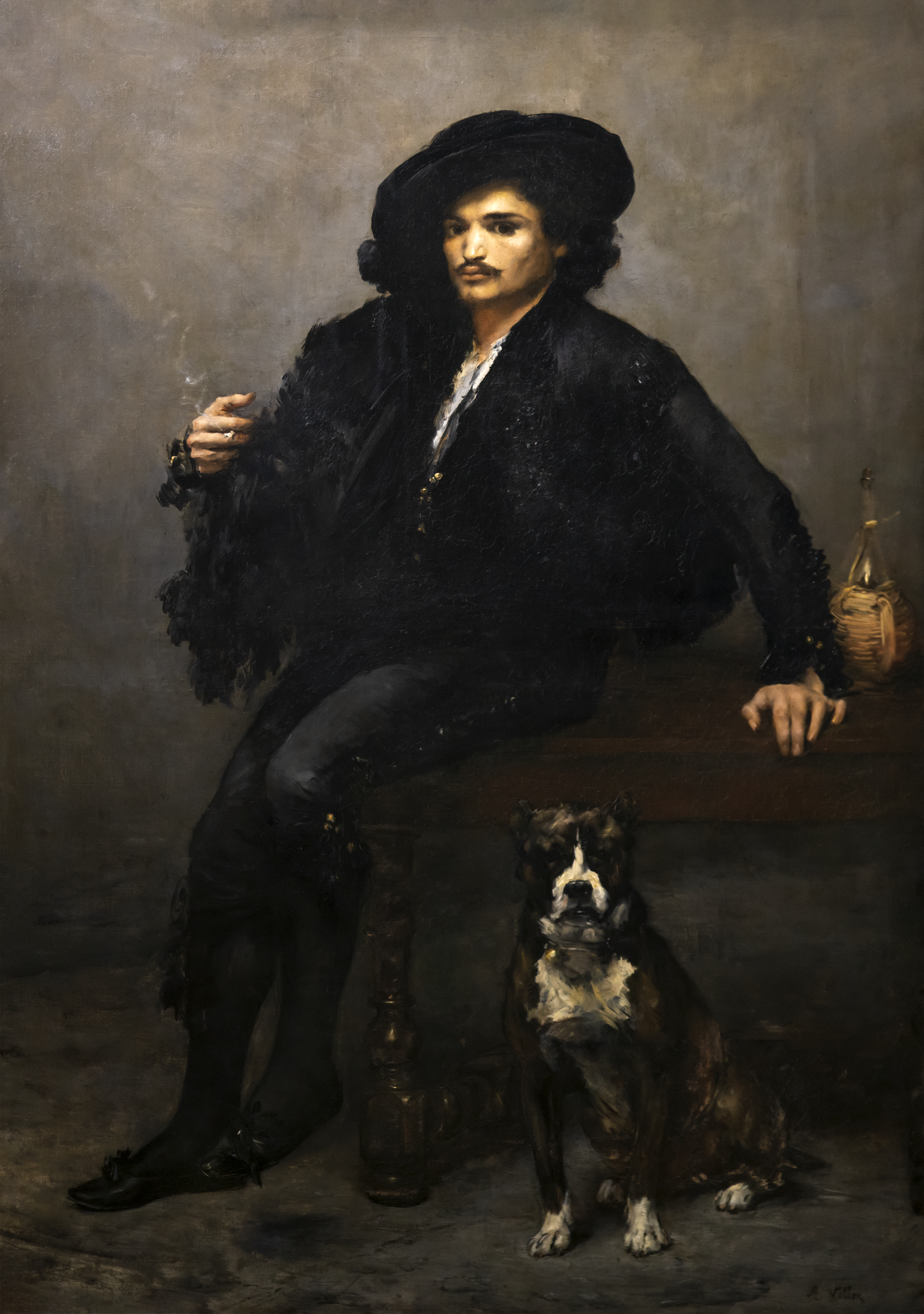
Espagnol  (1878)

## Ligaçoes externas
- Antoine Vollon. Biografia na página da Tate Gallery